# Billy Joe Saunders
Billy Joe Saunders (født 30. august 1989 i Welwyn Garden City, Hertfordshire i England) er en britisk professionel bokser. Han har været WBO mellemvægtverdensmester siden 2015 og tidligere europæisk, britisk og Commonwealth mellemvægts-mester mellem 2012 og 2015. Som amatør repræsenterede Saunders Storbritannien til Sommer-OL 2008 og nåede anden runde af weltervægt-turneringen.
Han har bemærkelsesværdige sejre over Bradley Pryce, Jarrod Fletcher, Nick Blackwell, Gary O'Sullivan, John Ryder, Chris Eubank Jr., Andy Lee og Willie Monroe Jr.